# Ficus cordatula
Ficus cordatula là một loài thực vật có hoa trong họ Moraceae. Loài này được Merr. mô tả khoa học đầu tiên năm 1908.